# Carte HOP
La carte HOP est une carte à puce sans contact qui fait office de titre de transport sur le réseau de transport public de la ville d'Auckland et de sa banlieue, en Nouvelle-Zélande. Le déploiement de ce système, qui se fait en plusieurs étapes, a débuté en mai 2011, et vise à généraliser sur tout le réseau de transport public de la région l'utilisation d'un système de carte électronique comme titre de transport.
La conception et le développement de ce système a été confié au groupe industriel français Thales.